# Cuby + Blizzards
Cuby + Blizzards (англ. Куби (псевдоним вокалиста Харри Мюске) + бураны, также встречаются альтернативные написания названия — C+B, Cuby & the Blizzards, Cuby and the blizzards, а также варианты с QB вместо Cuby) — нидерландская блюз-группа, образованная в 1961 году в нидерландской деревне Гролло провинции Дренте вокалистом Ха́рри «Ку́би» Мюске́ и гитаристом Э́лко Ге́ллингом.

## История группы
Группа возникла, когда вокалист Харри Мюске (до этого игравший на контра-басе в джаз-коллективе The Old Fashioned Jazz Group) присоединился к группе The Rocking Strings в которой играли Элко Геллинг (гитара), Нико Шрёдер (гитара, покинул группу, заменённый басистом Вилли Мидделом), Ханс Киндс (ритм-гитара) и Вим Киндс (ударные). Состав группы часто менялся, постоянными участниками до 1976 года были только Мюске и Геллинг. Для репетиций группы Мюске арендовал небольшую фермерскую постройку в деревне Гролло («ферму Cuby + Blizzards»).
Первым синглом группы стала ритм-н-блюз композиция Stumble and Fall, вышедшая в 1965 году на лейбле CNR. В составе Мюске, Геллинг, Миддел, Ханс Киндс и Ханс Ватерман (ударные) коллектив записал несколько синглов на лейбле Philips Records, в числе которых композиция Back Home, ставшая первым синглом группы, вошедшим в национальный хит-парад Nederlandse Top 40. В конце шестидесятых группа часто сопровождала приезжавших в Нидерланды зарубежных исполнителей блюза и ритм-н-блюза: только что покинувшего Them в 1967 году Вана Моррисона, Эдди Бойда (с которым C+B записали альбом Praise the Blues), Джона Мэйола и «короля английского блюза» — Алексиса Корнера. Приезжие музыканты часто останавливались на ферме C+B в Гролло.
В составе Cuby + Blizzards начал свою карьеру Херман Брод (клавишные), позже достигший большей известности со своей группой New Romance и как художник. Став пианистом C+B в 1967 году, он в скорости был вынужден покинуть группу из-за злоупотребления амфетаминами и проблем с законом (Брода часто арестовывали за воровство и торговлю наркотиками). В 1976 году Брод снова присоединяется к C+B и снова ненадолго.
В 1976 Геллинг покинул группу, чтобы присоединиться к Golden Earring, а Мюске организовал новую группу Harry Muskee Band (позже упростившую название до Muskee).
В 1995 Cuby + Blizzards возродились в составе: Харри Мюске (вокал), Хелмиг ван дер Вегт (клавишные), Херман Дейнюм (бас-гитара), Эрвин Ява (гитара), Ханс Лафайе (ударные). Турне 2004 года группа посвятила легенде блюза Джону Ли Хукеру.
В июне 2011 в здании «фермы C+B» в Гролло был открыт музей группы.
Харри Мюске умер от последствий рака 26 сентября 2011 года.

## Дискография
- 1966: Desolation
- 1967: Groeten Uit Grollo
- 1967: Praise The Blues (с Эдди Бойдом)
- 1968: Live! At the Rheinhalle Düsseldorf (с Алексисом Корнером)
- 1968: On The Road *
- 1968: Trippin’ Thru’ A Midnight Blues
- 1969: Appleknockers Flophouse
- 1969: Cuby’s Blues
- 1969: Too Blind To See
- 1970: King Of The World
- 1971: Simple Man
- 1972: Sometimes
- 1973: Ballads
- 1974: Attention!
- 1974: Cuby’s Blues (Best of…)
- 1975: Red White & Blue
- 1976: Kid Blue
- 1977: Old Times Good Times
- 1979: Live' Featuring Herman Brood Live
- 1979: Forgotten Tapes
- 1981: Live
- 1984: Please no 'moke (Ван Моррисон в сопровождении C+B)
- 2000: Travelling with the Blues
- 2009: Cats Lost